# Zenless Zone Zero
Zenless Zone Zero  es un videojuego de rol de acción de fantasía urbana desarrollado por miHoYo, publicado por miHoYo en China continental y en todo el mundo por HoYoverse para las plataformas Android, iOS, Microsoft Windows y PlayStation 5. Se lanzó el 4 de julio de 2024. Posteriormente se lanzó una versión para Xbox Series X|S el 6 de junio de 2025.
El juego toma lugar en un paraíso futurista postapocalíptico conocido como Nueva Eridu. Entidades conocidas como etéreos viajaron al mundo humano desde portales llamados Cavidades, causando estragos y aniquilando a la mayoría de la población. Sin embargo, un grupo de supervivientes formó un bastión contra ellos, después de haber sobrevivido al ataque extrayendo la tecnología y los recursos de los invasores.
La monetización está presente en forma de gacha.

## Sistema de juego
Zenless Zone Zero es un juego de rol de acción y hack and slash. El jugador controla a los personajes en una perspectiva en tercera persona y en un espacio tridimensional. En cuanto a su estructura el juego es lineal con las peleas restringidas a arenas designadas, las batallas se desarrollan en tiempo real y se enfocan en la ejecución de combos, el uso estratégico de habilidades especiales y la mecánica de esquiva y contraataque. Al igual que en los juegos anteriores de HoYoverse, cuenta con una habilidad defiitiva la cual puede ser usada cuando su respectiva barra esté completa.
El jugador asume el papel de un Proxy (el protagonista conocido como Wise o Belle), un personaje que ayuda a otros a explorar las dimensiones alternativas hostiles llamadas Cavidades. A medida que avanzan, el Proxy reclutará nuevos miembros para su grupo mientras continúan luchando contra los etéreos y otros enemigos. Además de Proxy, los jugadores también utilizan un asistente conocido como Bangboo. Al combinar las habilidades de diferentes Proxies y Bangboos, los jugadores pueden aplicar mayores daños y combos a los enemigos. El juego cuenta con un sistema de reloj dentro del juego, con los días divididos en mañana, tarde, noche y medianoche.
El juego principal se puede separar en "contenido de Overworld", donde el jugador completa varias tareas como su protagonista elegido en el mundo de Nueva Eridu, y "contenido HDD", donde el jugador debe formar un equipo de hasta 3 agentes y un Bangboo y adentrarse en varias Cavidades para llevar a cabo su trabajo. Cuenta con un sistema de energía en forma de "carga de batería" que permite a los jugadores completar una variedad de desafíos para ganar materiales de promoción de agente, materiales de modificación de motor W, discos de transmisión y otros elementos esenciales para la progresión en el juego. Estos desafíos se llevan a cabo principalmente en el Club HIA en forma de simulación de combate de realidad virtual, enfrentando a los agentes contra varios enemigos.
Mientras explora Nueva Eridu, el jugador puede encontrar ubicaciones como Waterfall Soup y Coff Cafe, que permiten la compra de consumibles especiales, proporcionando bonificaciones limitadas a las estadísticas del agente o la carga de batería moneda del juego Denny.

## Argumento
Zenless Zone Zero está ambientado en la ciudad metropolitana ficticia postapocalíptica Nueva Eridu. La civilización contemporánea ha sido destruida por un desastre sobrenatural conocido como las “Cavidades”. Estos crecen exponencialmente de la nada, creando dimensiones desordenadas donde vagan misteriosos monstruos apodados los “etéreos”. Nueva Eridu, la última civilización urbana que sobrevivió al apocalipsis, logró prosperar al adquirir la tecnología para extraer valiosos recursos de los Hollows.
A medida que Nueva Eridu se convirtió en la ciudad milagrosa y atrajo a más residentes reasentados, también comenzó la exploración masiva de las Cavidades para su expansión perpetua. Las Cavidades luego se industrializaron y monetizaron bajo la administración de la ciudad, lo que gradualmente llevó a una creciente tensión entre empresas monopolistas, bandas, conspiradores y fanáticos.
A pesar de ser futurista, Zenless Zone Zero tiene una estética retro, que se explica por la noción de que la tecnología moderna es susceptible a la corrupción de los principales enemigos del juego, los etéreos. Se puede ver a los personajes operando teléfonos plegables o teléfonos que recuerdan a modelos de los años 2000 y 2010. Los dos protagonistas principales residen en una tienda de videos (conocida como Random Play), donde los ciudadanos de Nueva Eridu pueden alquilar cintas VHS. Los televisores TRC que recuerdan a los de principios de los años 1980 y 1990 se ven comúnmente en todo el juego. También hay referencias a los medios de comunicación de los años 1990, así como diseños grunge o de estilo callejero presentes en todo Nueva Eridu.

### Historia
El jugador asume el papel de un “Proxy”, Belle o Wise (según la elección del jugador), la mitad de un dúo de hermanos que son conocidos colectivamente como el legendario “Phaethon”. Operan una tienda de alquiler de videos llamada "Random Play" como fachada para sus actividades encubiertas como Proxies; individuos que ayudan a los agentes que atacan Cavidades a navegar por el peligroso y siempre cambiante paisaje de Cavidades. Para ello, Phaethon utiliza un sistema de inmersión profunda de Cavidades, o HDD, que les permite proyectar su conciencia en tiempo real en un pequeño robot parecido a un conejo llamado Bangboo, a diferencia de otros sistemas de observación de Cavidades disponibles públicamente que tienen un retraso de tiempo significativo en la información que va hacia y desde una Cavidad. Como ser un Proxy sin autorización de la Seguridad Pública de Nueva Eridu es ilegal, los gemelos usan Random Play como un encubrimiento legítimo mientras llevan a cabo encargos en las distintas Cavidades tanto dentro como fuera de Nueva Eridu, aunque su carrera de Proxy es secundaria a su investigación en “Cavidad Zero”, la Cavidad más antigua y más grande que se encuentra en el sitio de la antigua ciudad de Nueva Eridu que fue destruida en un desastre masivo de Cavidad aproximadamente 15 años antes de los eventos del juego.

#### Primera temporada
Prólogo
Anby Demara y Billy Kid, dos agentes del grupo de recursos humanos “Gentle House” (también conocido como “Liebres Astutas”) caen en una Cavidad durante una misión para recuperar una caja fuerte robada del Instituto Cavidad por una banda local de matones. Su líder, Nicole Demara, se pone en contacto con Phaethon para localizar a los dos agentes y escoltarlos fuera de la Cavidad, aunque la caja fuerte se pierde en el proceso debido a un ataque de un poderoso etéreo.
Nicole contrata a Phaethon para que les ayude a recuperar la caja fuerte. Sin embargo, durante la misión, el sistema de inmersión profunda (HDD) de Phaethon es hackeado por un asaltante desconocido, que lo retiene (y por extensión, la seguridad de los Liebres Astutas, que siguen atrapados dentro de la Cavidad) a cambio de información sobre el contenido de la caja fuerte. Phaethon envía la información de su cuenta principal a las autoridades locales para obligar al hacker a salir, pero al hacerlo pierden sus datos de navegación, dejándolos sin una forma de sacar a los Liebres Astutas de la Cavidad. En un intento desesperado, el Proxy carga los datos contenidos en la caja fuerte a su avatar Bangboo, Eous, pero el proceso los deja inconscientes.
Mientras están inconscientes, una entidad los obliga a aceptar un "contrato" con ella; después de despertar, se revela que la entidad es una poderosa Inteligencia Artificial llamada “Fairy”, que se ha instalado en el disco duro de Phaethon.
Capítulo 1
Phaethon es contactado por una felino Thiren llamado Nekomata, quien les informa que las Liebres Astutas están atrapadas en la zona de explosión de un proyecto de demolición encabezado por Vision Corporation, como parte de un esfuerzo mayor para eliminar partes abandonadas de las líneas de metro de la Vieja Eridu para una mayor expansión de la ciudad. Según Nekomata, Nicole aceptó un trabajo de ella para recuperar una "reliquia familiar" de la banda Colmillo Rojo, la misma banda que inicialmente había robado la caja fuerte que contenía a Fairy del Instituto Cavidad. Su búsqueda los llevó al "Dead End Hollow", una gran Cavidad en el antiguo sistema de metro de Nueva Eridu que es supervisado por un etéreo grande y poderoso llamado Dead End Butcher, y a través del cual Vision Corporation tiene la intención de enviar un tren no tripulado lleno de explosivos como parte de sus planes de demolición.
El Proxy detiene temporalmente el tren, pero se revela que el tren supuestamente "no tripulado" está lleno de hombres armados disfrazados de oficiales de la Seguridad Pública. Mientras buscan en Dead End Hollow, las Liebres Astutas se topan con una gran comunidad de sobrevivientes que viven en las ruinas del metro supuestamente "abandonadas" y se dan cuenta de que Vision, también consciente de la población, tiene la intención de matarlos para ocultar su presencia del resto de la ciudad. Las Liebres Astutas, con la ayuda de Proxy y Nekomata, evacuan con éxito a los civiles a través de Dead End Hollow (derrotando al Dead End Butcher en el proceso) y capturan al CEO de Vision, Charles Perlman, con la intención de usarlo como rehén para hacer que Vision desista de sus planes de demolición. La secretaria de Perlman, Sarah, se revela como la mente maestra detrás del plan y ordena a sus hombres armados que maten a los civiles y a las Liebres Astutas, pero la Seguridad Pública, siguiendo un aviso anónimo de Phaethon, llega al lugar. Aunque Sarah escapa, Perlman es arrestado y Vision Corporation se ve envuelta en un escándalo masivo.
Posteriormente, se revela que la comisión de Nekomata para recuperar su "reliquia" fue una invención; una vez había sido criada por Miguel Silver, el líder de la banda Colmillo Rojo quien las Liebres Astutas se habían visto obligadas a matar en defensa propia después de que se corrompiera en un Etéreo durante su misión para recuperar la caja fuerte. Nekomata tenía la intención de llevarlos a la muerte en Dead End Hollow en venganza, pero al darse cuenta de la virtud de las Liebres y las circunstancias detrás de la muerte de Miguel, cambió de opinión y en su lugar decidió unirse a ellos. Nicole también revela que Miguel fue contactado por una "parte desconocida" para robar la caja fuerte en primer lugar.
Capítulo 2
Phaethon recibe una solicitud de comisión de Belobog Heavy Industries, una empresa de construcción dirigida por Koleda Belobog que se especializa en proyectos de construcción y demolición tanto dentro como fuera de las Cavidades. A pesar de hacerse cargo de los proyectos de construcción de Vision Corporation después del colapso de esta última a raíz del escándalo, Belobog sufre dificultades financieras y de reputación, especialmente después de que surgieran rumores de que Kohrs Belobog, el padre de Koleda y el propietario anterior, desapareció después de malversar dinero de la empresa durante el Incidente de la Cavidad que se tragó la Vieja Eridu. Después de que el Proxy visita el sitio de construcción principal de Belobog, Koleda les informa que su comisión es ayudar a la empresa a localizar tres de sus máquinas de construcción automatizadas, diseñadas específicamente para trabajar en las Cavidades después de que se descontrolaran y desaparecieran dentro de una Cavidad.
Después de someter a las máquinas, se revela que poco antes de perder el control, recibieron una transmisión encriptada desde lo más profundo de la Cavidad, supuestamente del propio Kohrs y estaban tratando de comunicarse con él. Belobog, con el Proxy, investiga y descubre que el origen es una máquina de construcción de prototipos diseñada por Kohrs, quien usó el dinero de Belobog para completarla en lugar de malversarla para sí mismo, sosteniendo los restos de un monumento dañado. Mientras intenta recuperar el prototipo, el monumento se desprende, revelando una criatura desconocida que se fusiona con las máquinas de Belobog y ataca al grupo. Con la ayuda de Koleda a los controles del prototipo, Belobog y el Proxy logran derrotar a la criatura, y sus restos son detenidos por la Seguridad Pública y el Comandante Adjunto Justin Bringer.
Algún tiempo después de que la Seguridad Pública asegura los restos de la criatura, el Proxy se hace amigo de Zhu Yuan y Qingyi, dos mujeres oficiales de la Seguridad Pública que acompañaron al Comandante Bringer después de que las oficiales los salvaron de un accidente automovilístico causado por un PEM. Con la ayuda del Proxy, las oficiales descubren que los recientes ataques PEM en la ciudad son parte de un complot secreto para robar los restos de la criatura antes de que llegue a la sede de HAND (Departamento de Asuntos Huecos y Neutralización). A pesar de que Zhu Yuan y Qingyi van solas para detener a los criminales, el Proxy decide ayudarlos en secreto sin exponer su identidad usando a Eous para ayudarlos a escapar después de caer en una trampa.
Después, Koleda descubre una grabación tomada por el prototipo, que revela que Kohrs estaba usando la máquina para evitar que el monumento se derrumbara y contener a la criatura, pero fue asesinado por un desconocido. Sin embargo, antes de morir, consigue que su agresor revele el nombre de la criatura: Sacrificio.
Capítulo 3
Tras el escándalo de Vision Corporation, Nicole y las Liebres Astutas tienen la intención de representar a los supervivientes en el próximo juicio contra Perlman. Perlman, sabiendo que Sarah pretende convertirlo en chivo expiatorio del asunto, amenaza con chantajear a Sarah con información sobre su participación a cambio de ayudarlo a escapar.
Mientras las Liebres Astutas se preparan para el juicio, Nicole se acerca a Phaethon para investigar la desaparición de Rain, una amiga hacker suya que desapareció poco antes, aunque Nicole ha estado recibiendo mensajes extraños de su teléfono que pueden ser una llamada de socorro. La investigación de Phaethon y las Liebres los lleva a los Ballet Twins, un par de rascacielos enormes que han sido parcialmente devorados por una Cavidad invasora, donde se encuentran con el Servicio de Limpieza Victoria, dirigida por el lobo blanco Thiren Von Lycaon, a quienes su empleador anónimo les ha encomendado el mantenimiento de los Twins y mantener alejados a los intrusos. Nicole y las Liebres Astutas son llamados para abordar la aeronave que las lleva a ellas y a Perlman al palacio de justicia, pero el Servicio de Limpieza Victoria acepta acompañar al Proxy en su continua investigación sobre el paradero de Rain.
La búsqueda lleva al Proxy y al Servicio de Limpieza Victoria a un nivel superior de los Ballet Twins, hacia la parte superior de los edificios que están expuestos fuera de las Cavidades. Reciben una llamada de socorro de Billy, quien informa al Proxy que se ha liberado gas somnífero en la aeronave, noqueando a todos y que alguien está controlando remotamente la aeronave para dirigirla hacia los Ballet Twins. Mientras el Proxy y Victoria corren hacia la cima, descubren mercenarios armados que son responsables tanto del secuestro de Rain como del secuestro remoto de la aeronave y que tienen la intención de matar a todos a bordo obligando a Rain a tomar el control de la aeronave y estrellarla en la Cavidad. Después de rescatar a Rain de sus captores, Lyacon puede saltar a bordo de la aeronave y recuperar el control, aterrizando de manera segura en el techo y evacuando a los pasajeros. Sin embargo, después de despertar, Perlman, al darse cuenta de que los mercenarios habían sido contratados por Sarah para eliminarlo como un cabo suelto en lugar de asegurar su libertad, se cuela a bordo de la aeronave y la roba, piloteándola fuera de Nueva Eridu.
Una vez resuelto el incidente, el Servicio de Limpieza Victoria sigue a Phaethon hasta Random Play, sin que lo sepan los hermanos y descubre sus identidades. Sin embargo, su empleador les ordena que no tomen medidas contra ellos, ya que afirma que Phaethon puede ser un aliado potencial en el futuro.
Capítulo 4
En la “Periferia”, un páramo desértico que rodea Nueva Eridu, la banda de motociclistas “Hijos de Calydon”, formada por la líder Ceasar King, su guardaespaldas/campeón Lighter, la segunda al mando Luciana "Lucy" de Montefio, la camionera Piper Wheel y la camarera Burnice White, encuentran a Perlman inconsciente en los restos de la aeronave que robó mientras huía de la ciudad. Billy (quien anteriormente era un antiguo socio de Calydon), informa a los hermanos del descubrimiento y acepta transportar el Proxy a Blazewood, pero mientras están en camino son emboscados y obligados a estrellarse en una Cavidad por Lucius, segundo al mando de la banda de motociclistas rival, los Vanquishers.
Con la ayuda del Proxy, Billy es capaz de contener a los Etéreos en la Cavidad el tiempo suficiente para que los Hijos de Calydon monten una misión de rescate, pero el Proxy se desmaya debido a la sobreexposición a la corrupción de la Cavidad. Cuando se despiertan, los Hijos de Calydon los han transportado a Blazewood y han llamado al otro hermano de Phaethon para reunirse. Ceasar le informa a Phaethon que Perlman todavía está inconsciente, pero acepta cuidarlo a cambio de trabajar para ellos como Proxies durante el "Tour de Inferno", una gran carrera de rally de motocicletas a través de una Cavidad, que termina en el Lago Cinderglow donde el ganador confirma su victoria arrojando una Sparkstone explosiva al lago para limpiar la corrupción del Éter, lo que permite que el Lago Cinderglow continúe proporcionando combustible de la Periferia y, por lo tanto, mantenga la región independiente de los combustibles basados en Éter de Nueva Eridu; El vencedor también es declarado gobernante de facto de la Periferia, cuyo actual gobernante es Pompey, líder de los Vanquishers.
A pesar de los numerosos reveses e incidentes de sabotaje llevados a cabo por Lucius, los Hijos de Calydon se preparan con éxito para el Tour de Inferno con la ayuda de Phaethon. Sin embargo, durante la carrera, Lucius usa explosivos para retrasar a Calydon, lo que les permite llegar primero al lago Cinderglow. Lucius luego traiciona a Pompey, usando una Sparkstone saboteada para aumentar la actividad ambiental del Éter con la intención de abrumar a Cinderglow con corrupción para obligar a la Periferia a depender de las corporaciones de Nueva Eridu para obtener combustible. La alta actividad del Éter también muta a Pompey en un Etéreo, que Lucius deja para lidiar con los Hijos de Calydon que llegan. Calydon derrota a Pompey y Ceasar aparentemente se sacrifica para entregar una Sparkstone intacta a las profundidades de Cinderglow para limpiar la corrupción, pero una fisura oculta de la Cavidad le permite escapar de regreso a la superficie. Como los que limpiaron con éxito el Lago Cinderglow y Lucius habiendo huido, los Hijos de Calydon son declarados vencedores y nuevos gobernantes de la Periferia.
Durante su regreso a la ciudad, los hermanos se desvían hacia un antiguo monumento que domina la destruida ciudad de Eridu. Después de presentar sus respetos, se revelan como los estudiantes e hijos adoptivos de “Carole Arna”, una ex profesora del Instituto Cavidad a quien se culpó por el incidente que destruyó la antigua ciudad y formó “Cavidad Cero”. Como los hermanos creen que ella es inocente, reafirman sus intenciones de investigar el desastre de la Cavidad ellos mismos para descubrir las verdaderas circunstancias de la destrucción de la antigua ciudad.
Capítulo 5
Nicole contacta a Phaethon y les informa que Perlman se ha despertado. El Proxy viaja a Blazewood con las Liebres Astutas para interrogarlo, donde revela que su posición como CEO de Vision Corporation era solo como figura decorativa y que su secretaria, Sarah, era la que dirigía la empresa, así como la encargada de la conspiración detrás de Vision. También se revela que el comandante adjunto de la Seguridad Pública de Nueva Eridu, Bringer, es cómplice de ella. Creyendo que la Seguridad Pública está comprometida con ello, Nicole se comunica con el Sector 6, un equipo de operaciones especiales del gobierno de élite, para detener a Perlman, pero el Sector 6 intenta arrestar al Proxy también bajo sospecha de sus actividades ilegales. Las Liebres Astutas intervienen, forzando un enfrentamiento que se rompe cuando un tercer desconocido ataca al grupo. Durante la persecución, el camión del Proxy se estrella y cae en una Cavidad, con Hoshimi Miyabi del Sector 6 persiguiéndolo.
Dentro de la Cavidad, el Proxy ayuda a Miyabi a navegar por ella y a contener a Tailless, la entidad contenida en su espada (que casi la abruma), pero se desmaya por la exposición al Éter. Miyabi rescata al Proxy de la Cavidad, pero se revela que Perlman fue capturado por los pistoleros desconocidos que los atacaron. En agradecimiento por su ayuda, Miyabi permite que el Proxy se vaya. Sin embargo, al regresar a Random Play, Fairy cierra misteriosamente y la tienda es sometida a una búsqueda aleatoria por parte de la Seguridad Pública que casi expone sus operaciones Proxy. La búsqueda se ve frustrada en el último momento por la llegada de Zhu Yuan y Qingyi, y los hermanos les admiten su alter ego como Phaethon; aunque inicialmente consternados de que los hermanos no se lo hayan contado antes, Zhu Yuan y Qingyi aceptan ayudarlos a localizar a Perlman.
La búsqueda lleva a Phaethon a los Ballet Twins, pero después de recuperar a Perlman se enfrentan a Bringer, quien toma a Miyabi bajo custodia. Miyabi es llevada ante Sarah, quien revela que ella era el objetivo real de sus planes; utilizando los datos biométricos robados de Miyabi, Sarah desbloquea a Tailless de su espada y libera a Miyabi en una manifestación pública organizada por Bringer, dejándola poseída por Tailless y causando una masacre de civiles. El Proxy y Zhu Yuan alcanzan a Miyabi y, mientras Miyabi lucha mentalmente por controlar a Tailless, la empujan a una Cavidad para alejarla de los inocentes y darle la oportunidad de recuperar el control. Miyabi logra calmar a Tailless y recuperar el control, pero se revela que después de la manifestación, Bringer está intentando huir de la ciudad después del fracaso del plan.
Bringer es perseguido y acorralado dentro de una Cavidad, pero invoca una entidad a la que llama el "Creador" y se inyecta un suero que lo transforma en una enorme criatura de sacrificio (similar a la que atacó a Belobog). Con los esfuerzos combinados de las Liebres Astutas, Belobog Heavy Industries, la Seguridad Pública de Nueva Eridu, el Servicio de Limpieza Victoria, los Hijos de Calydon, Sector 6 y Miyabi empuñando un Tailless completamente potenciado, Bringer es derrotado, aunque Sarah desaparece una vez más.
Después de una breve celebración, Phaethon entra en secreto a la Cavidad en persona para enfrentarse a un Portador moribundo, habiendo reconocido su forma de Sacrificio como la criatura que presenciaron capturando a Carole Arna durante el antiguo desastre de Cavidad Eridu. Al reconocer a los hermanos como los "estudiantes de los culpables", Bringer intenta matarlos en un ataque de autosacrificio, pero sobreviven sin daño debido a un poder desconocido. Más tarde, mientras vuelve a visitar el monumento a la Vieja Eridu, Phaethon se encuentra con Miyabi, quien revela que su madre murió en el desastre y tiene la intención de encontrar al culpable. Como gesto de confianza, el Proxy revela su identidad y la de sus hermanos como Phaethon y su objetivo de investigar la Cavidad Cero para limpiar el nombre de Carole Arna y encontrar al verdadero culpable. En respuesta, Miyabi admite que la verdad puede ser más compleja de lo que ambos lados se dan cuenta y declara que los hermanos están bajo la protección de su familia.
Epílogo
Tras el incidente del Inspector Bringer, Lyacon contacta a Phaethon, quien le dice que su jefe, el jefe de la familia Mayflower de Nueva Eridu y actual alcalde de Nueva Eridu, desea hablar con ellos. El alcalde revela ser un viejo amigo de Carole Arna y simpatiza con el objetivo de los hermanos de limpiar su nombre; como muestra de buena voluntad, les otorga una mejora en su sistema HDD e implantes oculares que restaura su resistencia al Éter, permitiéndoles entrar en las Cavidades en persona sin riesgo extremo. También les solicita ayuda para obtener una gema que contiene el núcleo de la criatura Sacrificio sometida por Belobog durante la batalla en el monumento. El núcleo, que no extrae energía de las Cavidades como otros etéreos, permitiría que el Sacrificio se manifestara fuera de la Cavidad, pero ha sido robado a Seguridad Pública y se dice que será subastado pronto. Temiendo que los Exaltistas, el culto al que pertenecen Sarah y Bringer, obtengan la gema para desatar el Sacrificio sobre la población, el Alcalde solicita que Phaethon asista a la subasta y oferte por el objeto en su nombre.
El Proxy también conoce a Hugo, líder de la organización de ladrones fantasma conocida como "Ruiseñor", quien se hace pasar por el dueño de una galería de arte. Este se interesa por los hermanos y les proporciona entradas para la subasta. En la subasta, los hermanos encuentran la gema, pero Hartmann Ravenlock, el actual jefe de la familia Ravenlock, que lucha por recuperar el favor de TOPS, supera la oferta. Sin embargo, Hugo aparece y roba la gema, escapando a una Cavidad. El Proxy, con Lyacon, lo persigue, donde se revela que Lyacon también es un antiguo miembro de Ruiseñor, pero se fue tras disgustarse con los métodos de Hugo tras romper la promesa de su difunto amo de no matar. Sin embargo, el propio Hugo acusa a Lyacon de traicionar a Ruiseñor al aceptar el empleo del alcalde. Ambos luchan, aunque Hugo finalmente logra escapar de Lyacon y eludir su captura.
Tras informar el Proxy de los sucesos de la subasta al Alcalde, Vivian, una chica con la capacidad de prever la muerte y los desastres, se acerca a ellos y les ofrece ayuda para investigar las pertenencias de Bringer. Tras descubrir una grabación oculta que indica que Bringer presenció un milagro en una Cavidad que lo impulsó a unirse a los Exaltistas, encuentran el cuaderno de Bringer, que contiene una lista de ubicaciones. El Proxy, Vivian, Hugo, Lyacon y Anby rastrean una de las ubicaciones hasta la Cavidad de los Gemelos del Ballet, donde localizan un Sacrificio latente. Sin embargo, Hugo traiciona al grupo tras haber llegado a un acuerdo con la familia Ravenlock para entregar la gema y el Sacrificio latente a Hartmann, quien está aliado con los Exaltistas.
Hartmann y Hugo llevan el Sacrificio latente a la azotea de los Gemelos del Ballet, donde Hugo se revela como el hijo ilegítimo del anterior patriarca de Ravenlock e intenta matar a Hartmann, pero Lyacon interviene. Durante el duelo, Vivian logra robarle la gema a Hugo, pero Hugo toma como rehén al Proxy para obligarla a devolvérsela. Cuando Hugo intenta matar a la Proxy de todos modos, Lyacon aparentemente lo "mata" y lo arroja por el costado del edificio hacia la Cavidad.
Tras el incidente, Hartmann, el Sacrificio y la gema desaparecen, aunque Lyacon afirma que informará del incidente al Alcalde y promete perseguir a Hartmann. El Proxy y Vivian regresan a Random Play, donde los hermanos permiten que Vivian se quede. Sin embargo, sin que ellos lo sepan, Vivian tiene una visión de «miedo, sufrimiento, desesperación y destrucción» que involucra a Phaethon.
Vivian le revela a Phaethon las ubicaciones secundarias de los Sacrificios latentes en el Valle de los Ballet Twins, pero al investigar, los Sacrificios ya han desaparecido. Descubren que fueron destruidos por una Exaltista llamada Camille y Vivian admite que ella y Camille fueron miembros del capítulo Exaltista del Barrio Janus junto con Dina, la hija del líder Landon y antigua amiga de Vivian. Vivian finalmente tuvo una discusión con la organización tras descubrir que Landon usaba su "bendición" de precognición para elegir a miembros desprevenidos del culto para sus experimentos con el suero de éter. En el enfrentamiento subsiguiente, Camille mató a Landon en defensa propia y Vivian huyó, haciendo que Dina le eche la culpa a Vivian de la muerte de Landon. Vivian y el Proxy interceptan posteriormente una reunión entre Hartmann y Dina para entregar la gema central robada, pero Dina revela que es falsa y afirma que pretende continuar con los experimentos de Landon con el suero de éter, antes de dejar que los etéreos les tiendan una emboscada. En el proceso, son rescatados por Yixuan, miembro de la secta mística Cumbre Yunkui, quien asiste al Alcalde en la investigación y regresan a Random Play para discutir sus próximos pasos.
Lyacon revela que Hartmann, en un intento desesperado de último minuto por recuperar su vacilante influencia en TOPS, está celebrando un banquete en su mansión para calmar las preocupaciones de la familia Ravenlock, a la que Vivian y el Proxy utilizan para infiltrarse en la mansión e intentar localizar el verdadero núcleo. Hartmann los atrapa, revelando que el banquete era una trampa para atraerlos, pero es detenido por la repentina aparición de Hugo, quien revela que con la ayuda de Lyacon, fingió su muerte en el Ballet Twins para esconderse e investigar los vínculos de Ravenlock con los Exaltistas. Tras descubrir que Ravenlock utilizaba a empleados desesperados como sujetos de prueba para Dina, quien combinó el suero de éter de su padre con una fórmula de control mental para crear Sacrificios que obedecieran órdenes humanas, entrega la evidencia a TOPS, quien repudia a la familia Ravenlock y los expulsa de la organización. Hugo, a su vez, reniega de su apellido Ravenlock y ayuda al Proxy y a Vivian a escapar de la mansión.
Phaethon y Vivian descubren la ubicación de los experimentos de Dina y se apresuran a detenerla y destruir el suero antes de que lo perfeccione. Tras verse acorralada, Camille le ruega a Dina que huya con Vivian, mientras asume la culpa pública del incidente y se sacrifica para destruir el último de los experimentos. Dina, reacia a perdonar a Vivian y comenzar una nueva vida, se inyecta su propio suero y se transforma en un poderoso etéreo, atacándola a ella y al Proxy. Vivian, sabiendo que su visión anterior mostraba al Proxy muriendo en la batalla, se inyecta un frasco robado del suero de Dina, usándolo para proteger al Proxy y derrotar a Dina, a costa de ser fatalmente corrompida; mientras sucumbe a la corrupción del éter, la negativa del Proxy a dejarla morir libera un poder desconocido que cura la corrupción de Vivian, aunque el esfuerzo los deja inconscientes.
Al despertar de nuevo en Random Play, su hermano les informa que tanto ellos como Vivian fueron encontrados inconscientes, aunque Vivian se recuperó posteriormente. Hugo revela que el núcleo real estaba escondido tras una baratija de la subasta que Vivian le regaló a Phaethon y accede a entregársela al alcalde para su custodia. Lyacon informa a los hermanos Phaethon que, al parecer, tienen el poder de manipular las energías etéreas, explicando cómo lograron revertir la corrupción de Vivian. El alcalde señala a Phaethon con Yixuan, quien observa similitudes entre los implantes de Phaethon y los procedimientos de la Cumbre Yunkui y se ofrece a colaborar en su investigación.

#### Segunda temporada
Capítulo 1
El alcalde contacta nuevamente a Phaethon, quien les informa sobre la investigación de la Cumbre Yunkui sobre un incidente ocurrido en la Hondonada Lemniana, una gran Hondonada en la península de Waifei. También revela que se recuperó una fotografía de Carole Arna, aunque se desconocen su origen y contexto. Para ayudar al alcalde y a la Cumbre Yunkui en su investigación sin llamar la atención, Yixuan declara al Proxy y a su hermano como discípulos oficiales y los escolta a su templo en la ciudad de Failume Heights, en la península de Waifei, en una aeronave. Durante el viaje, su aeronave es derribada sobre la Hondonada Lemniana por Sarah, aunque Yixuan y el Proxy logran escapar ilesos y llegan a Failume Heights.
Yixuan revela que el incidente ocurrido en la Cuenca Lemniana comenzó cuando varios mineros consumieron, sin saberlo, una medicina defectuosa para la resistencia al Éter y se corrompieron. A pesar de las múltiples lesiones y enfermedades, la compañía minera está retrasando el pago de su indemnización debido a la investigación en curso, lo que ha llevado al sindicato minero local a solicitar al alcalde y a la Cumbre de Yunkui que investiguen y expongan un posible encubrimiento por parte de la compañía. Los esfuerzos del sindicato minero también cuentan con el apoyo del Dra. Lohr, un médico sin licencia que ofrece a los mineros una alternativa económica a la medicina de la compañía.
Durante la investigación, se descubre que la Dra. Lohr está con los Exaltistas, quienes influyen en el sindicato minero y proporcionan medicina contaminada para corromper a los mineros y ciudadanos de Failume Heights. La Cumbre Yunkui logra evitar por poco el brote de corrupción resultante, pero Yixuan resulta gravemente herida por la corrupción del Éter. Le revela al Proxy que la Cumbre Yunkui estuvo activa por última vez en Failume Heights durante la crisis de Hollow Zero, pero que la mayoría de los miembros del templo, incluida la hermana de Yixuan, murieron al intentar rescatar a civiles de Hollow; como resultado, la Cumbre Yunkui abandonó el templo de Failume, tras haber regresado recientemente. Ella nombra al Proxy para dirigir temporalmente la investigación mientras ella se recupera, tras haberlos entrenado personalmente para utilizar mejor sus poderes de influencia del Éter.
El Proxy y la Cumbre Yunkui descubren que los Exaltistas, comandados por su "Supervisor", están reuniendo grandes cantidades de Miasma, una peligrosa forma de Éter concentrado, y atrayendo a miembros del sindicato minero, con el pretexto de una manifestación para protestar por la supuesta participación de la compañía minera en el incidente de corrupción, a la Hondonada Lemniana. Liderados por un Yixuan recuperado, el Proxy, su hermano y el resto de la Cumbre Yunkui se adentran en la Hondonada, proporcionando pruebas de la participación de los Exaltistas a los mineros para convencerlos de evacuar antes de enfrentarse al Supervisor, a quien Yixuan, inspirada por el recuerdo de su hermana, derrota. En el proceso, recuperan un dispositivo desconocido en la fortaleza de los Exaltistas lleno de Miasma, que llevan al templo para investigar.
De vuelta en Failume Heights, la Cumbre Yunkui recibe la noticia de que la compañía minera ha devuelto la compensación a los mineros sobrevivientes. El Proxy y su hermano comentan que no han logrado avanzar en la búsqueda del origen de la fotografía de Carole; a pesar de ello, deciden seguir investigando. Mientras tanto, en las profundidades de la Hondonada, se revela que el Supervisor ha sobrevivido a su batalla contra la Cumbre Yunkui y se reúne con Sarah. Ambos se preparan para el siguiente paso de sus planes.
Capítulo 2
La Cumbre Yunkui es invitado a una conferencia sobre la investigación de Porcelumex, la principal empresa a cargo de la minería en la Cuenca Lemniana, sobre la infiltración de los Exaltistas en el sindicato minero y el brote de corrupción en Failume Heights. Con Yixuan ausente en una investigación independiente, Phaethon se ofrece como voluntario para representar a la Cumbre Yunkui. En la conferencia, conocen a Ferox y Lucro, codirectores ejecutivos de Porcelumex, así como a Alice Thymefield, una investigadora de la Cuenca Thiren que acude en representación de la influyente familia Thymefield en nombre de su abuelo enfermo.
Tras la conferencia, Alice se acerca a Phaethon y solicita la ayuda de la Cumbre Yunkui para investigar una broma nocturna que los lleva a Ukinami Yuzuha, líder del equipo de investigación paranormal Cabaña del Terror. Aunque Yuzuha niega su implicación directa, les muestra un fragmento de una máquina llamada "Obscura", que se utiliza para extraer Éter de una Cavidad para su observación. Dado que las Obscuras están fuertemente controladas por TOPS, el grupo sospecha que alguien dentro de Porcelumex fabrica los dispositivos ilegalmente con un propósito desconocido.
Su investigación en el Valle Lemniano los lleva a una fábrica oculta de Obscura. Una investigación posterior revela un laboratorio de pruebas en las profundidades de las instalaciones, que contiene documentos que indican que Porcelumex las utilizaba para fabricar Obscuras para los Exaltistas y para realizar experimentos con Éter en niños huérfanos. Su investigación se ve interrumpida cuando son atacados por un peligroso Sacrificio llamado el "Demonio Miasmático", creado a partir de los recuerdos que Yixuan tenía de su hermana, del que logran escapar, pero el sonido de la batalla atrae la atención de los guardias de Porcelumex. Con el grupo acorralado en las profundidades del complejo, Yuzuha los guía hacia una ruta de escape secreta, revelándole a Alice que ella es la única superviviente de los experimentos infantiles de Porcelumex, pero que su padre la descubrió y dio su vida para asegurar su escape. Yuzuha se queda entonces para entretener a los guardias y se entrega a Ferox, quien resulta ser el colaborador de los Exaltistas dentro de Porcelumex.
Fuera de la Cavidad, Alice y Phaethon, reacios a dejar a Yuzuha en peligro, consiguen la ayuda del escuadrón Obol, el resto de la Cumbre Yunkui y el gerente general de Porcelumex, Damian Blackwood, para reingresar a las instalaciones de pruebas y rescatar a Yuzhua antes de que Ferox destruya todo el complejo para encubrir su participación con los Exaltistas. Al regresar a la Cavidad, son atacados de nuevo por el Demonio Miasmático, pero con la ayuda de Yixuan logran derrotarlo y someter a Ferox antes de que pueda escapar. Después, Ferox y sus guardias sobrevivientes son sacados de la Cavidad para ser arrestados mientras Alice se asegura de que Yuzuha reciba tratamiento médico, aunque se revela que una gran cantidad de Obscuras fabricados en las instalaciones ilegales de Porcelumex fueron retirados antes de su descubrimiento y distribuidos a lugares desconocidos en toda la Península de Waifei.

## Personajes

### Jugables
Todos los personajes jugables están asociados a una facción. Los agentes poseen uno de los cinco atributos: eléctrico, éter, fuego, hielo o físico. Además, cada agente adopta uno de los cinco estilos de combate: anomalía, ataque, defensa, apoyo o aturdimiento.

#### Random Play
Es una tienda de videos en Nueva Eridu donde Belle y Wise alquilan cintas VHS mientras viven en el segundo piso sobre su negocio. La sala de personal en la parte trasera de la tienda también funciona como base para su trabajo de Proxy.
Wise y Belle
Atributo: Ninguno
Estilo: Ninguno
Seiyū: Atsushi Abe (Wise), Sayaka Senbongi (Belle)
Doblaje: Stephen Fu (inglés, Wise), Courtney Steele (inglés, Belle)
Dos hermanos que realizan secretamente trabajos de Proxy bajo el nombre clave "Phaethon". Ninguno de los hermanos participa en el combate; en cambio, se sincronizan con su Bangboo, Eous, para guiar a sus clientes a través de las Cavidades, a través de su exclusivo sistema "HDD". Son elegibles como personaje del jugador y quien no sea elegido, servirá como asistente del personaje del jugador durante todo el juego.

#### Liebres Astutas
Anteriormente conocida como Gentle House, es una agencia de trabajo temporal a pequeña escala que acepta diversos encargos para clientes que no pueden o no quieren contratar a una agencia más grande (o con mayor reputación). Esta facción se lanzó en julio de 2024.
Anby Demara / Soldier No. 0
Atributo: Eléctrico
Estilo: Aturdimiento (original), Ataque (alternativa)
Seiyū: Atsumi Tanezaki
Doblaje: Sam Slade (inglés)
Una joven tranquila y serena que es excepcionalmente competente y eficiente en el combate usando una espada electrificada, pero tiene dificultades en otros aspectos. Anby intenta mejorar sus habilidades sociales imitando escenas de películas populares, pero con poco éxito. En la variante alternativa, Anby revela que fue miembro del escuadrón Silver, una unidad de fuerzas especiales compuesta por soldados clon. Sin embargo, cuando la unidad se disolvió debido al costo y los altos mandos solo querían mantener con vida a un clon, Anby intentó suicidarse para salvar a su hermana superviviente, Soldier 11, antes de ser encontrada y rescatada por Nicole. En la variante alternativa, blande dos espadas en combate.
Billy Kid
Atributo: Físico
Estilo: Ataque
Seiyū: Yū Hayashi
Doblaje: Clifford Chapin (inglés)
Un pistolero cíborg con una personalidad sorprendentemente enérgica que se refiere a sus revólveres personalizados como sus "chicas". Es un gran fan de una franquicia similar a Super Sentai llamada "Starlight Knights".
Nekomiya "Nekomata" Mana
Atributo: Físico
Estilo: Ataque
Seiyū: Sayuri Hara
Doblaje: Alice Hamora (inglés)
La traviesa chica gato Thiren del grupo que maneja espadas dobles. Inicialmente planeó matar a las Liebres Astutas en las Cavidades por su papel en el asesinato de su excompañero de pandilla Silver, pero después de verlos intentar rescatar a sus antiguos vecinos del plan de Vision Corporation, decidió unirse a ellos.
Nicole Demara
Atributo: Éter
Estilo: Apoyo
Seiyū: Yū Serizawa
Doblaje: Nadia Marshall (inglés)
La fundadora de las Liebres Astutas, que lucha por mantener a flote económicamente a su grupo, lleva un bolso grande que también hace las veces de pistola.

#### Belobog Heavy Industries
Una empresa especializada en la construcción In-Hollows. Esta facción se lanzó en julio de 2024.
Anton Ivanov
Atributo: Eléctrico
Estilo: Ataque
Seiyū: Shin'ichirō Kamio
Doblaje: Alejandro Saab (inglés)
El director de proyectos de lengua afilada que se refiere a su taladro montado en la muñeca como su "hermano".
Ben Bigger
Atributo: Fuego
Estilo: Defensa
Seiyū: Kenji Hamada
Doblaje: Henry Schrader (inglés)
Un oso pardo antropomórfico Thiren que trabaja como contable. A pesar de su imponente presencia, Ben rara vez se enoja fuera del combate. Empuña un pilar de utilidad.
Grace Howard
Atributo: Eléctrico
Estilo: Anomalía
Seiyū: Haruka Shiraishi
Doblaje: Megan Shipman (inglés)
Es la mecánica del grupo y su entusiasmo por toda la mecánica la ha llevado a diseñar y programar varias máquinas pesadas para Belobog, a quienes llama sus "hijos". Empuña una pistola de clavos de tiro rápido y granadas electrificadas.
Koleda Belobog
Atributo: Fuego
Estilo: Aturdimiento
Seiyū: Yūka Iguchi
Doblaje: TBA (inglés)
La hermana no oficial de Grace y presidenta de Belobog Heavy Industries, que maneja un martillo y una llave inglesa. Culpa a su padre por desaparecer una noche con una bolsa llena de dinero, pensando que él era responsable de malversar los fondos de la empresa y casi arruinarlo todo, mientras que ella tuvo que reconstruir lentamente la reputación de Belobog después.

#### Servicio de Limpieza Victoria
Una agencia especializada en servicios de limpieza, aunque también aceptan trabajos que requieran adentrarse en las Cavidades para adquirir artículos para sus clientes. Esta facción se lanzó en julio de 2024.
Alejandrina "Rina" Sebastiane
Atributo: Eléctrico
Estilo: Apoyo
Seiyū: Satomi Arai
Doblaje: TBA (inglés)
La amable y apacible criada principal, a menudo acompañada por dos marionetas flotantes Bangboo llamadas Drusilla y Anastella. En combate, usa un cinturón antigravedad para flotar y disparar rayos a sus enemigos, mientras usa sus Bangboo como armas secundarias.
Corin Wickes
Atributo: Físico
Estilo: Ataque
Seiyū: Hiromi Igarashi
Doblaje: Chloe Eves (inglés)
Una sirvienta tímida y ansiosa que maneja una sierra circular muy grande como su herramienta principal.
Ellen Joe
Atributo: Hielo
Estilo: Ataque
Seiyū: Shion Wakayama
Doblaje: Giselle Fernandez (inglés)
Una tiburón mako Thiren inexpresiva que prefiere descansar y pasar el rato con sus amigos en lugar de trabajar extra o participar en actividades del club. Empuña unas tijeras de podar de gran tamaño.
Von Lycaon
Atributo: Hielo
Estilo: Aturdimiento
Seiyū: Chikahiro Kobayashi
Doblaje: Will de Frenzy-Martin (inglés)
Un lobo blanco Thiren, que actúa como mayordomo principal y utiliza un estilo de lucha basado en patadas para despachar enemigos con sus piernas cibernéticas. Más adelante, en el epílogo de la primera temporada, se revela que fue el cofundador de la facción Ruiseñor.

#### Sección 6 de Operaciones Especiales de Cavidades
Siendo también conocida como Sección 6, es una unidad operativa de primera línea de las Operaciones Especiales de Cavidades. Esta facción se lanzó en julio de 2024.
Asaba Harumasa
Atributo: Eléctrico
Estilo: Ataque
Seiyū: Tetsuya Kakihara
Doblaje: Micah Solusod (inglés)
Un miembro tranquilo de la Sección 6 a quien le gusta tomar café. Padece una enfermedad terminal y, por ello, debe ausentarse del trabajo con frecuencia. Lucha con un arco personalizado que puede desmontarse para formar dos espadas.
Hoshimi Miyabi
Atributo: Hielo
Estilo: Anomalía
Seiyū: Ami Koshimizu
Doblaje: Cristina Vee (inglés)
La solemne jefa de la Sección 6 y una zorro Thiren proveniente de una famosa familia de artes marciales. Blande una katana y mide 170 cm de altura, incluyendo las orejas.
Soukaku
Atributo: Hielo
Estilo: Apoyo
Seiyū: Machico
Doblaje: Rogin Rashidan (inglés)
Una chica oni azul que prefiere hablar de comida más que de cualquier otra cosa. Empuña un gran cuchillo de carnicero y es la media hermana de Yanagi.
Tsukishiro Yanagi
Atributo: Eléctrico
Estilo: Anomalía
Seiyū: Kaori Nazuka
Doblaje: Corey Pettit (inglés)
La subdirectora de la Sección 6 y la voz de la razón en la unidad. Es la veterana de la guerra entre Nueva Eridu y el pueblo oni, logró poner fin a la guerra al convertirse en la jefa de la tribu oni después de que la anterior líder, la hermana mayor de Soukaku, se sacrificara entregando su sangre a Yanagi, convirtiéndola en mitad oni. Lucha con una naginata.

#### Fuerza de Defensa de Nueva Eridu
La Fuerza de Defensa de Nueva Eridu es una organización militar bajo la Administración de la Ciudad de Nueva Eridu, que incluye al escuadrón Obol y al antiguo escuadrón Silver. Esta facción se lanzó en julio de 2024.
Orphie Magnusson y Magus
Atributo: Fuego
Estilo: Ataque
Seiyū: Yume Miyamoto
Doblaje:
Dos miembros unidos del escuadrón Obol. Magus, el capitán del Escuadrón Obol, es el compañero de Orphie, quien es un subordinado.
Seed
Atributo: Eléctrico
Estilo: Ataque
Seiyū: Kiyono Yasuno (Seed chica) y Tesshō Genda (Seed Senior)
Doblaje:
Miembro del escuadrón Obol. Seed es en realidad dos personas: un robot gigante llamado Seed Senior y su piloto, también llamado Seed, una joven caprichosa que conduce un aeropatín.
Soldier No. 11 / Harin
Atributo: Fuego
Estilo: Ataque
Seiyū: Yukiyo Fujii
Doblaje: TBA (inglés)
La serena líder del escuadrón Obol que empuña una espada supercaliente. Su verdadero nombre es Harin. Le encantan los fideos picantes y los gatos, es también la "hermana" de Anby.
Trigger
Atributo: Eléctrico
Estilo: Aturdimiento
Seiyū: Yoshino Nanjō
Doblaje: Erica Mendez (inglés)
Francotiradora del escuadrón Obol y amiga de Soldier 11. Cegada por un ataque etéreo en una misión anterior, sus heridas agudizaron sus otros sentidos. En combate, usa un rifle de francotirador con una cuchilla fijada.

#### Equipo de Respuesta Especial de Investigación Criminal
Una agencia que es parte de la Seguridad Pública de Nueva Eridu o PubSec especializada en la aplicación de la ley. Esta facción se lanzó en julio de 2024.
Jane Doe
Atributo: Físico
Estilo: Anomalía
Seiyū: Yū Shimamura
Doblaje: Kalsey Jaffer (inglés)
Una astuta rata Thiren especializada en conducta criminal del Equipo de Respuesta Especial de Investigación Criminal y agente encubierta de PubSec que usa su ingenio y su cola prensil para destruir bandas criminales desde adentro. Empuña dos cuchillos con forma de pata de oveja que tienen la forma del cráneo de una rata.
Qingyi
Atributo: Eléctrico
Estilo: Aturdimiento
Seiyū: Maria Abo
Doblaje: Kira Buckland (inglés)
Una miembro ginoide del Equipo de Respuesta Especial de Investigación Criminal que maneja un bastón de tres secciones.
Seth Lowell
Atributo: Eléctrico
Estilo: Defensa
Seiyū: Kengo Takanashi
Doblaje: Nazeeh Tarsha (inglés)
Un miembro lince Thiren del Equipo de Respuesta Especial de Investigación Criminal que maneja una porra eléctrica y un escudo.
Zhu Yuan
Atributo: Éter
Estilo: Ataque
Seiyū: Marina Inoue
Doblaje: Alaina Wis (inglés)
La líder del Equipo de Respuesta Especial de Investigación Criminal que usa una pistola con balas infundidas con éter.

#### Hijos de Calydon
Una banda de motociclistas que reside en la Periferia de Nueva Eridu. Esta facción se lanzó en julio de 2024.
Burnice White
Atributo: Fuego
Estilo: Anomalía
Seiyū: Karin Takahashi
Doblaje: Risa Mei (inglés)
La barista de los Hijos de Calydon que maneja lanzallamas dobles. Es una mujer muy sociable según sus compañeros de grupo.
Caesar King
Atributo: Físico
Estilo: Defensa
Seiyū: Rina Satō
Doblaje: Jennifer Sun Bell (inglés)
Una mujer valiente que usa un escudo con púas y una espada. Aunque es la líder de los Hijos de Calydon, Lucy afirma que es tan "simple" como una ensalada César. Tiene un brazo protésico que le dio Billy Kid.
Lighter
Atributo: Fuego
Estilo: Aturdimiento
Seiyū: Hiroki Takanashi
Doblaje: Aleks Le (inglés)
Según los demás, es increíblemente fuerte y se le llama el Campeón. Big Daddy dice que Lighter posee una fuerza abrumadora y una fuerza que usa para resolver problemas en el Anillo Exterior. Era un exluchador de jaula que luchó para mantener a las familias de sus difuntos amigos tras contraer una gran deuda hasta que Big Daddy, el anterior líder de los Hijos de Calydon, lo ayudó a pagar toda la deuda a cambio de unirse a su pandilla.
Luciana "Lucy" de Montefio
Atributo: Fuego
Estilo: Apoyo
Seiyū: Ayaka Asai
Doblaje: Elsie Lovelock (inglés)
Una chica rubia rebelde que viaja con tres pequeños jabalíes Thiren llamados "Grassy", "Woody" y "Bricky". Empuña un bate de béisbol y los usa como proyectiles y armas secundarias. Su porte es sorprendentemente refinado en contraste con su apariencia. Es la heredera de la acaudalada familia Montefio, pero Lucy rompió relaciones con sus padres debido a la falta de libertad que tenía con su familia.
Piper Wheel
Atributo: Físico
Estilo: Anomalía
Seiyū: Manaka Iwami
Doblaje: Suzie Yeung (inglés)
Una joven menuda que mantiene un gran camión al que llamó "Colmillo de Acero" para los Hijos de Calydon. Actúa y habla como una anciana, prefiere descansar cuando no está trabajando activamente y empuña una gran hacha en la batalla.
Pulchra Fellini
Atributo: Físico
Estilo: Aturdimiento
Seiyū: Natsumi Fujiwara
Doblaje: Marissa Lenti (inglés)
Una felina de las arenas Thiren que inicialmente trabajó para una banda de motociclistas rival y finalmente, se unió a los Hijos de Calydon debido a sus ideales. Usa un revólver y una cuchilla a dos manos como armas.

#### Estrellas de Lyra
Un famoso grupo musical en Nueva Eridu. Esta facción se lanzó en enero de 2025.
Astra Yao
Atributo: Éter
Estilo: Apoyo
Seiyū: Aya Endō
Doblaje: Molly Zhang (inglés)
Una famosa y despreocupada cantante y actriz de Nueva Eridu. Ella usa su voz en la batalla, amplificada con su varita de micrófono.
Evelyn Chevalier
Atributo: Fuego
Estilo: Ataque
Seiyū: Yōko Hikasa
Doblaje: Elizabeth Maxwell (inglés)
La elegante gerente y guardaespaldas de Astra Yao. Más tarde se revela que es una espía infiltrada por una empresa rival con el nombre en clave "Scheele's Green". Utiliza un arma combinada de cuchillo y cuerda, afilada y resistente.

#### Ruiseñor
Un conocido sindicato de ladrones fantasma de Nueva Eridu. Esta facción se lanzó en abril de 2025.
Vivian Banshee
Atributo: Éter
Estilo: Anomalía
Seiyū: Saku Mizuno
Doblaje: Sarah Wiedenheft (inglés)
Una mujer misteriosa con una gran obsesión por Phaethon. Tiene la capacidad de ver la muerte de las personas en el futuro. Usa su parasol y sus habilidades de flotación en combate.
Hugo Vlad Ravenlock
Atributo: Hielo
Estilo: Ataque
Seiyū: Jun Fukuyama
Doblaje: Jimmie Yamaguchi (inglés)
Miembro ilegítimo de la familia Ravenlock. Es supuestamente "asesinado" por Von Lycaon cuando intentaba matar al Proxy, mientras lo tomaba de rehén. Se revela que es el fundador de Ruiseñor junto a Lycaon. Utiliza una guadaña retráctil en batalla.

#### Cumbre Yunkui
Una agencia de temática taoísta con sede en la península de Waifei. Esta facción se lanzó en junio de 2025.
Yixuan
Atributo: Tinta Áurica
Estilo: Ruptura
Seiyū: Mamiko Noto
Doblaje:
El maestro de la 13ª generación de la Cumbre Yunkui y mentora de Ju Fufu. Usa su habilidad única de éter, Tinta Áurica, como arma.
Ju Fufu
Atributo: Fuego
Estilo: Aturdimiento
Seiyū: Ayaka Suwa
Doblaje: Lindsay Sheppard (inglés)
Una tigresa Thiren que es discípula de Yixuan. Utiliza una máquina mecánica para hacer palomitas de maíz con forma de tigre y puños americanos afilados como armas.
Pan Yinhu
Atributo: Físico
Estilo: Defensa
Seiyū: Ryōta Takeuchi
Doblaje: Philip Sacramento (inglés)
Un panda Thiren que también es el cocinero del monasterio. Practica artes marciales y combate con las manos desnudas.

#### Cabaña del Terror
Un foro en línea dedicado a compartir y resolver misterios sobrenaturales y fenómenos inexplicables. Esta facción se lanzó en julio de 2025.
Alice Thymefield
Atributo: Físico
Estilo: Anomalía
Seiyū: Minami Tanaka
Doblaje: Diana Garnet (inglés)
Una mansa conejita Thiren y miembro de la prestigiosa familia Thymefield. Usa un estoque como arma.
Ukinami Yuzuha
Atributo: Físico
Estilo: Apoyo
Seiyū: Ikumi Hasegawa
Doblaje: Kimberly Tierney (inglés)
Una joven atrevida que tiene una mascota tanuki (mapache japonés) llamada Kama, atada a su propia espalda. Usa su sombrilla como arma y su tanuki como su refuerzo.

### No jugables
Fairy
Seiyū:
Doblaje: Allegra Clark (inglés)
Tecnología de IA de Phaethon instalada en el sistema de interconexión de Random Play. Parte de cuatro sistemas de IA.
Sr. Mole
Seiyū:
Doblaje: Tim Heller (inglés)
Un personaje invisible con voz propia que se encuentra con el Proxy.
Tin Master
Seiyū:
Doblaje: Tim Heller (inglés)
Un robot barista y dueño de la cafetería Coff Cafe.
Oficial Mewmew
Seiyū:
Doblaje: Tiana Camacho (inglés)
Una mascota felina de la Seguridad Pública de Nueva Eridu.
Sarah
Seiyū:
Doblaje: Kiane Chula King (inglés)
Una misteriosa joven empresaria de Vision Corporation que forma parte de los Exaltistas. Es una de las principales antagonistas del juego.
Justin Bringer
Seiyū:
Doblaje:
Un oficial de la Seguridad Pública de Nueva Eridu que desempeña como comandante adjunto. En secreto, forma parte de los Exaltistas y se convirtió en un poderoso Sacrificio (similar a la criatura de Belobog) con la ayuda de Sarah, pero fue derrotado por Miyabi y posteriormente se autodestruyó en un intento fallido de matar a Phaethon. Es uno de los principales antagonistas de la primera temporada.
Miguel Silver
Seiyū:
Doblaje: Julian Rebolledo (inglés)
Un anciano hombre de negocios que es el padre adoptivo de Nekomiya y el líder de la banda Colmillo Rojo. Se transformó en un Dullahan etéreo cuando él y las Liebres Astutas cayeron en una Cavidad.
Pompey
Seiyū:
Doblaje:
El brutal líder de la banda de motociclistas The Vanquishers. Tras transformarse en un etéreo tras la traición de su compañero Lucius, es derrotado por Caesar.
Rain
Seiyū:
Doblaje: Megan Shipman (inglés)
Una hacker conocida e infame que puede descifrar cualquier dato altamente codificado.

## Desarrollo
El proyecto comenzó con un grupo de programadores que nunca antes habían sido miembros centrales de un equipo de producción de juegos. Al principio, el equipo estaba formado por unas 10 personas, pero para el momento de la segunda prueba beta, el equipo había crecido a más de 300 personas.
El equipo de desarrollo citó a Persona 5, Digimon World y Street Fighter como influencias para Zenless Zone Zero, las influencias de Street Fighter se pueden ver en la animación de los personajes durante el combate, mientras que las influencias de Digimon World se pueden ver en la implementación del sistema de reloj del juego. El equipo de desarrollo destacó que el juego tiene su propio estilo único.
A diferencia de los diseños de personajes de los juegos anteriores de MiHoYo, como Genshin Impact y Honkai: Star Rail, Zenless Zone Zero tomó una dirección diferente con su variedad de personajes jugables; hay personajes jugables no humanos como Ben Bigger, un oso grizzli, Soukaku, un oni de color azul y Billy Kid, un pistolero cíborg. Durante las etapas de planificación, estos personajes no humanos no estaban destinados a estar presentes en el juego, pero el equipo los encontró divertidos y luego los incorporó al juego.
Según el productor Li Zhenyu, los protagonistas principales Wise y Belle tienen papeles independientes entre sí.

### Lanzamiento

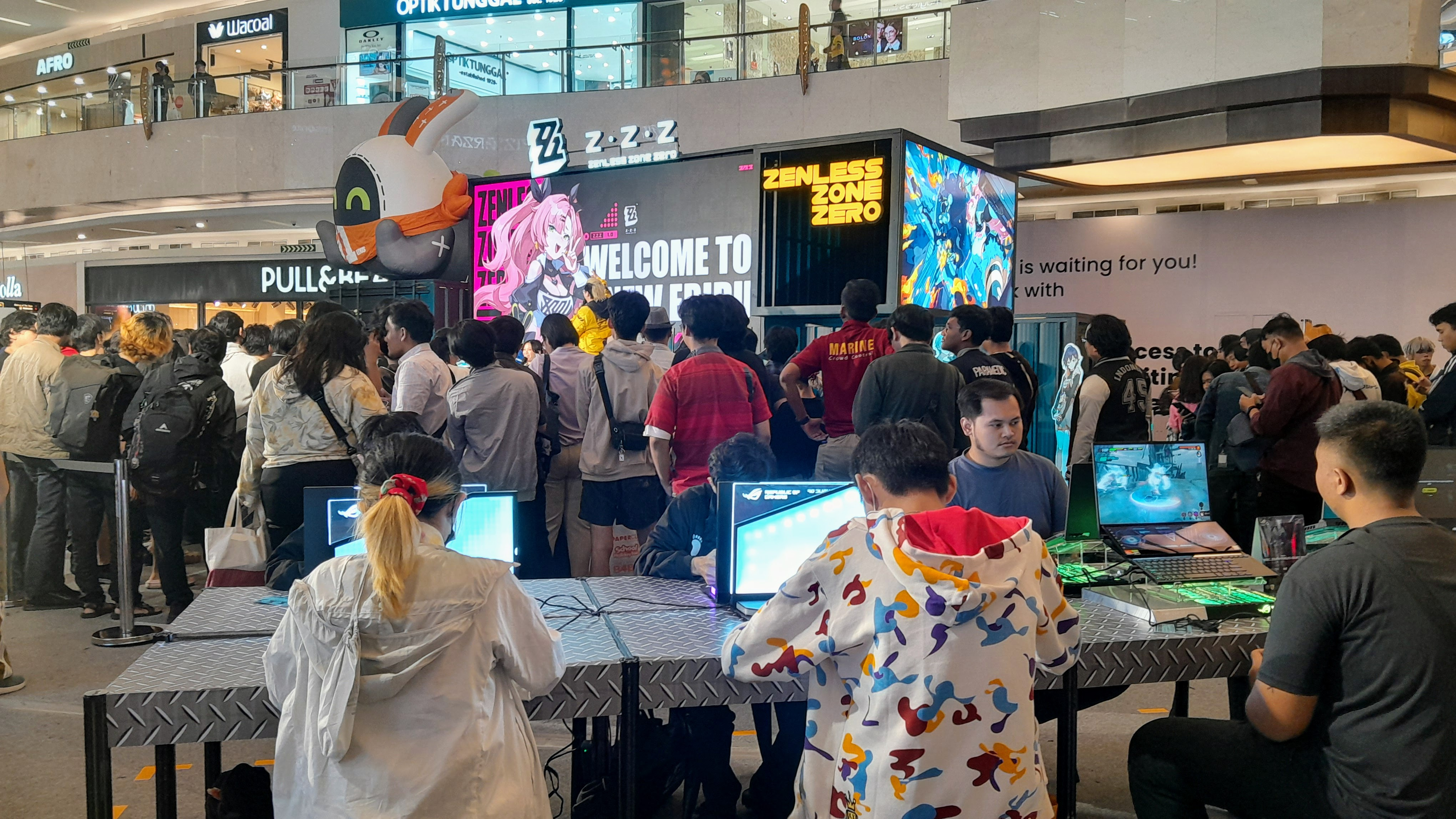
Personas jugando el juego y esperando en el escenario principal del evento "Welcome to New Eridu" en Yakarta.

HoYoverse reveló el juego en mayo de 2022 y comenzó a realizar pruebas beta cerradas, para PC e iOS en agosto del mismo año. En noviembre de 2023 se llevó a cabo una segunda prueba beta cerrada. En abril de 2024 se realizó a cabo una tercera prueba beta que incluía a dispositivos Android. Durante la presentación State of Play de PlayStation, se anunció una versión del juego para PlayStation 5. Se realizó una prueba técnica para la PS5 en abril de 2024.
En diciembre de 2023, durante los Game Awards de ese año se reveló que el juego tenía un lanzamiento programado para verano de 2024. La fecha de lanzamiento se anunció a finales de mayo de 2024. Para promover el juego, HoYoverse colaboró con varios artistas para crear grafitis del juego en Indonesia. Además de una serie de exposiciones y eventos de lanzamiento bajo el nombre «New Eridu City Tour» en 19 ciudades. Otra serie de eventos titulados "Zenless Dazzle Expo" se lleva a cabo dentro de seis convenciones de cómics.
En julio de 2024, a través de una colaboración entre HoYoverse y Lofi Girl, lanzó un video de Lofi Girl con la temática de Zenless Zone Zero que presenta al personaje Belle a través de su canal de YouTube HoYoFair, que presenta remixes lo-fi de bandas sonoras seleccionadas de Zenless Zone Zero.

## Recepción
Antes del lanzamiento del juego, el sitio web chino de noticias sobre videojuegos 17173 señaló que HoYoverse tenía una experiencia significativa con los juegos de acción, y consideró que Zenless Zone Zero era tanto un regreso al género como un posible avance para la empresa. Creían que HoYoverse aún no se había encontrado con rivales importantes en la categoría de juegos de acción y que Zenless Zone Zero podría "estabilizar y expandir el mercado de usuarios". 17173 también enfatizó el diseño estilizado y fuerte del juego y los elementos visuales de moda, y señaló que heredó la experiencia de HoYoverse en la categoría de acción al tiempo que presentaba un trabajo distintivo y único.
Eurogamer calificó el combate y la exploración diaria como emocionantes, y el entorno del mundo como único e inmersivo. Kotaku dijo que su sistema de combate es similar al juego anterior de miHoYo, Honkai Impact 3rd.
Paste, en su reseña más crítica, elogió el diseño y la variedad de los personajes, mientras que calificó el uso de los personajes jugables iniciales como repetitivo y el modo TV como aburrido y poco inspirador. PC Gamer criticó el sistema de combate llamándolo "clics de mouse sin sentido".
La versión móvil del juego recaudó casi $52 millones de dólares  en sus primeros 11 días y $100 millones de dólares  en su primer mes. El sitio web de noticias de videojuegos chino GameLook estimó que los ingresos totales de todas las plataformas del juego para julio de 2024 superarán los 2200 millones de yuanes  ($306 millones de dólares).

### Prelanzamiento
Zenless superó el millón de reservas el día en el que se habilitaron. Una semana antes de su lanzamiento, el juego ya contaba con más de 40 millones de reservas.

## Controversia

### Fuga de contenido
El arte conceptual de una facción de ídolos no anunciada y de Sons of Calydon se filtró en Internet antes del lanzamiento del juego. El equipo de desarrollo de Zenless Zone Zero publicó una declaración en Bilibili expresando su decepción.

### Reemplazos de actores de voz por protestas de SAG-AFTRA
Aunque Zenless Zone Zero no es el objetivo de la huelga de SAG-AFTRA, varios actores de doblaje en inglés han dejado de prestar sus voces a sus personajes asignados para mostrar su apoyo a la huelga. De marzo a abril de 2025, HoYoverse respondió que habían reemplazado a los actores de doblaje en inglés de Von Lycaon, Soldier 11, Koleda Belobog, Grace Howard y Rina debido a la huelga. En la versión actual del juego, solo Jane Doe (con la voz de Kelsey Jaffer en la versión en inglés) sigue sin tener voz.